# Fred Freiberger
Fred Freiberger (* 19. Februar 1915 in New York; † 2. März 2003 in Bel Air, Kalifornien) war ein US-amerikanischer Filmproduzent und Drehbuchautor.
Zu seinen bekanntesten Arbeiten als Produzent gehörten die Science-Fiction-Fernsehserien Raumschiff Enterprise und Mondbasis Alpha 1. Auch als Drehbuchautor tat sich Freiberger hervor.

## Filmografie als Produzent (Auswahl)
- 1961: Ben Casey
- 1965: Verrückter wilder Westen
- 1968: Raumschiff Enterprise, 3. Staffel
- 1977: Der Sechs-Millionen-Dollar-Mann, 5. Staffel
- 1976: Mondbasis Alpha 1, 2. Staffel
- 1978: Angriff auf Alpha 1, Kompilationsfilm zu Mondbasis Alpha 1
- 1980: Cosmic Princess, Kompilationsfilm zu Mondbasis Alpha 1
- 1980: Beyond Westworld
- 1981: Buck Rogers, 2. Staffel
- 1988: Superboy

## Filmografie als Drehbuchautor (Auswahl)
- 1953: Panik in New York
- 1953: Im Tal des Verderbens (War Paint)
- 1954: Der Garten des Bösen (Garden of evil)
- 1957: Beginning of the End
- 1959: Rawhide
- 1960: Auf der Flucht
- 1965: Verrückter wilder Westen
- 1974: Der Sechs-Millionen-Dollar-Mann
- 1974: Petrocelli
- 1975: S.W.A.T.
- 1975: Starsky & Hutch
- 1976: Mondbasis Alpha 1
- 1979: Ein Duke kommt selten allein
- 1988: Superboy